# (2426) Симонов
(2426) Симонов (лат. Simonov) — типичный астероид главного пояса, открыт 26 мая 1976 года советским астрономом Николаем Черных в Крымской астрофизической обсерватории и 24 июля 1983 года назван в честь советского писателя Константина Симонова.

## Обнаружение и именование
(2426) Симонов
Открыт 26 мая 1976 года в Научном Н. С. Черных.
Назван в память о советском писателе и общественном деятеле Константине Михайловиче Симонове (1915—1979).
Оригинальный текст (англ.)2426 Simonov
Discovered 1976-05-26 by Chernykh, N. at Nauchnyj.
Named in memory of Konstantin Mikhailovich Simonov (1915—1979), Soviet writer and public figure.
Источники: DISCOVERY.DB; M.P.C. 8064.

## Орбита

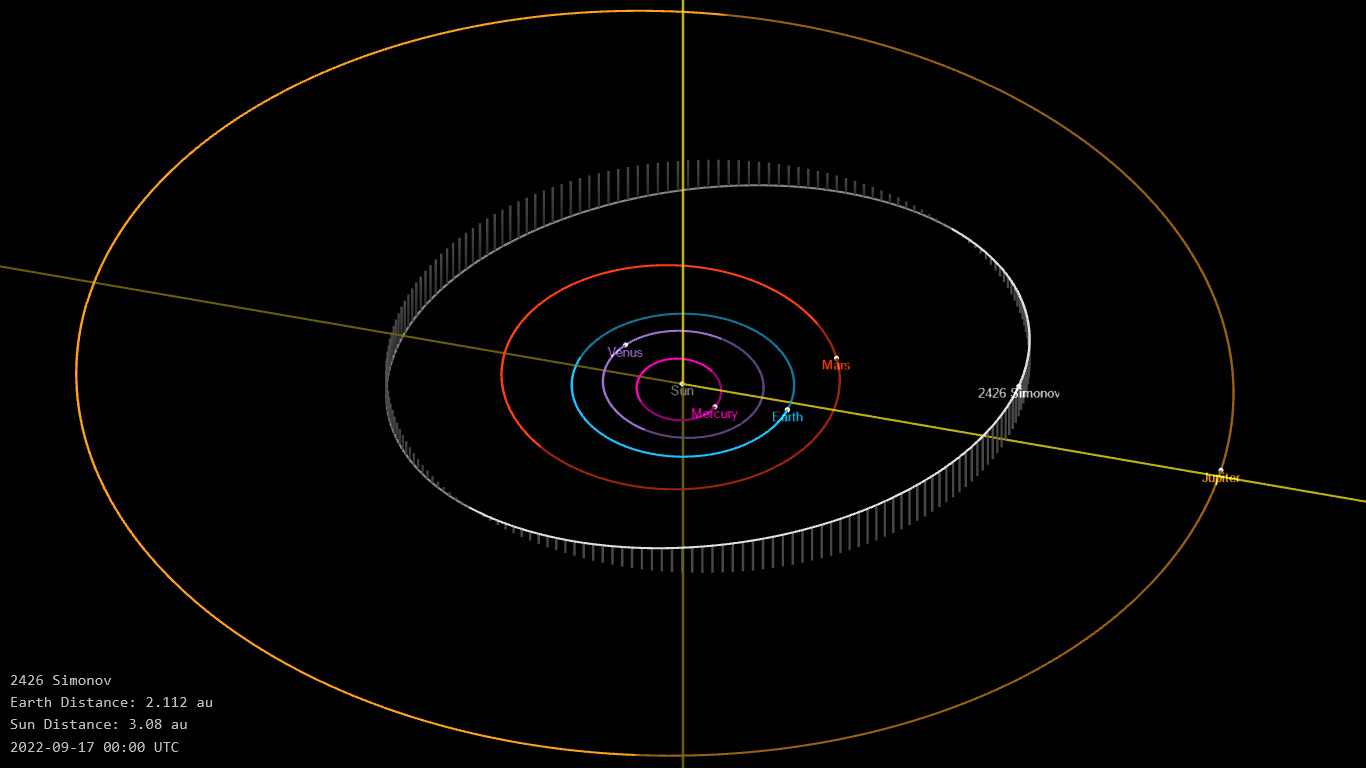
Орбита астероида Симонов и его положение в Солнечной системе

## Физические характеристики
Астероид относится к таксономическому классу C.
По результатам наблюдений в инфракрасном диапазоне орбитальной обсерватории IRAS и спутника Akari и наблюдений в видимом и ближнем инфракрасном диапазоне космического телескопа NEOWISE диаметр астероида сначала оценивался равным 24,04±1,8 км, позже — 27,713±0,407 км, 29,26±0,58 км, 21,96±6,92 км, 24,34±8,70 км, 27,313±8,831 км, 25,654±0,106 км, 23,81±8,34 км. Согласно тем же источникам альбедо оценивается как 0,0842±0,014, 0,0633±0,0089, 0,058±0,003, 0,07±0,05, 0,04±0,04, 0,0446±0,0547, 0,074±0,014 и 0,042±0,045.